# 宁园街道
宁园街道，是中华人民共和国天津市河北区下辖的一个乡镇级行政单位。

## 行政区划
宁园街道下辖以下地区：
润园里社区、赛园里社区、珍园里社区、汇园里社区、富方园社区和爱家社区。